# 吉村真理子
吉村 真理子（よしむら まりこ、旧姓：水澤、1981年8月17日 - ）は、元東海テレビ放送のアナウンサー・記者・ディレクター。

## 来歴
東京都練馬区出身。日本大学第二高等学校、日本大学芸術学部卒業。2004年、テレビ金沢に局員でアナウンサーとして入社した（同期に細木美知代）。翌年には、石川県で彼女にしたいアナウンサーで第1位に選ばれる。2006年に退社した後は、東海地方を中心に フリーアナウンサーとして番組キャスター、リポーターなどを担当した。2016年4月、中京テレビに入社した。2018年7月に中京テレビを退社した。
2020年からは東海テレビの記者を経て、2023年11月アナウンス部に異動した。
2025年3月東海テレビを退社。。退社後もフリーとして同局の番組スイッチ! 内の「くらしスイッチ！」のコーナーレポーターとして継続出演している。

## 現在の担当番組
- 中日新聞テレビ日曜夕刊
- FNN Live News days（ローカルパート）
- FNN Live News α（ローカルパート）
- FNN東海テレニュース
- めざましテレビ（ローカルパート）
- めざましどようび（ローカルパート）

## 過去の担当番組
- 2時間ワイドじゃんけんぽん
- テレビ金沢ニュースプラス1
- くらしワイド1130
- いしかわ大百科
- J-box (CBC)
- 月〜金ラヂオ 2時6時
- とよたNOW
- Station! (岐阜放送)
- news zero 中京テレビローカルパート
- news every.サタデー 中京テレビローカルパート
- Going! Sports&News 中京テレビローカルパート
- キャッチ! （ナレーター）
- 真相報道 バンキシャ! 中京テレビローカルパート
- NNNストレイトニュース（土曜不定期、東海地区キャスター）